# Liste der Bürgermeister von Ötisheim

Das Wappen von Ötisheim

Liste der Bürgermeister und Schultheißen seit 1396 in Ötisheim. Die Liste ist vor 1784 unvollständig.
| Name                         | Amtszeit   | Anmerkung |
| ---------------------------- | ---------- | --- |
| Heinz Rummel                 | 1396–1419  | |
| Hans Münchinger              | 1454       | |
| Joß Knörs                    | 1513       | |
| Peter Walther                | 1554       | |
| Jakob Köler                  | 1580–1590  | |
| Matthäus Feickelmann         | 1603–1608  | |
| Peter Burger                 | 1614       | |
| Johann Philipp Bottwar       | 1661       | |
| Hans Kihler                  | 1676       | |
| Johann Michael Vollmar       | 1725, 1732 | 1729 abgesetzt, weil er die Ötisheimer aufforderte, die neue Mauer des Pfleghofes einzureißen. 1732 wieder tätig als Schultheis. |
| Adam Murschel                | 1759, 1763 | |
| Georg Jakob Eberhard         | 1773, 1783 | |
| Georg Konrad Kast            | 1784–1794  | |
| Jakob König                  | 1627–1633  | |
| (?) Bihler                   | 1794–1795  | |
| Matthäus Ade                 | 1795–1803  | |
| Johann Georg Gwinner         | 1803–1809  | |
| Michael Georg Baumann        | 1809–1821  | |
| (?) Beck                     | 1822–1832  | |
| Gottlieb Baumann             | 1833–1839  | |
| Johann Georg Albrecht        | 1839–1853  | |
| Gottlieb Vögele              | 1853–1854  | |
| Johann Dietrich Linck        | 1854–1876  | |
| Gustav Friedrich Beck        | 1876–1890  | |
| Heinrich Ludwig Müller       | 1890–1894  | |
| Friedrich Michael Burkhardt  | 1894–1895  | |
| Georg Friedrich Albrecht     | 1895–1896  | |
| Karl Georg Heinrich Kauderer | 1896–1930  | |
| Hermann Albrecht             | 1930–1943  | |
| Franz Heugel                 | 1943–1945  | |
| Wilhelm Kirschner            | 1945–1948  | |
| Hermann Albrecht             | 1948–1966  | Ehrenbürger von Ötisheim |
| Willy Benndorf               | 1966–1994  | |
| Werner Henle                 | seit 1994  | |